# 反抗挑戦性障害
反抗挑戦性障害（はんこうちょうせんせいしょうがい、英: Oppositional defiant disorder ; ODD）は、DSM-5から反抗挑発症の語も併記され、怒りにもとづいた不服従、反抗、挑戦的行動の持続的様式と表現される児童期の精神障害である。これらの行動は通常の児童の行動の範囲を越えたもので、権威的人物に向けられる。また診断には、6か月以上の持続を必要とする。
行為障害（CD）を示す児童には、反抗挑戦性障害の診断は下されない。ODDとCDサブタイプとの主要な違いは、反社会的行動の範囲と深刻度である。ODDは10歳以下の児童青年がより一般的であるが、CDのサブタイプでは11歳以上がより一般的になってくる。
治療法や支援方法については、「反抗挑戦性障害#管理」も参照。

## 定義
精神医学的障害の一種である。

## 診断基準

### 世界保健機関
世界保健機関のICD-10精神と行動の障害においては、F91行為障害の下位分類であるF91.3反抗挑戦性障害である。
この障害は挑発的であるが、攻撃的な行動が存在しないことで診断される。つまり窃盗といった法的な侵害は存在しない。小さな子供に限られ、明らかに同年齢の子供の正常な行動範囲を超えているものであり、行為障害の軽度なものと考える専門家が多い。行為障害の基準を満たすことが必要であり、それは反復し持続していることが必要であり、6か月以上の持続がなければ、診断は推奨できない。つまり単発的な反社会的なエピソードは診断の根拠とならない。

### アメリカ精神医学会
アメリカ精神医学会による『精神疾患の診断・統計マニュアル』第4版（DSM-IV）における診断コードは313.81である。
DSM-5においては、反抗挑発症の診断名も併記されている。

### 鑑別診断
これらは、通常の発達上のアイデンティティ確立のための、成長に必要な反抗的な行動とは異なる。反抗挑戦性障害は、環境が変わっても持続するものである。診断基準の注釈と診断基準Bにあるように、同年齢の発達において認められる水準を超えており、頻繁であり、それによって社会的、学業上等の顕著な障害が生じていることが必要である。つまり、持続的な経過があり、症状が著しい苦痛や機能障害をもたらしている場合にのみ、診断してもよい。
典型的には、攻撃行動、物質的な破壊の形をとらない。
親子関係の問題であれば、診断コードはV61.20である。周囲からの過剰な期待に対するストレス反応であれば、適応障害の可能性がある。親の完璧主義や過剰な要求に対する当然な反応である可能性もある。子供が親と良好な関係にない場合、不注意な反抗挑戦性障害の診断に注意が必要である。特に小児や思春期では家族や環境に対するストレス反応であることもあり、初期の診断は不適切となりやすく慎重に診断すべき、あるいは診断しないようにすべきである
また注意欠陥・多動性障害の衝動性や、双極性障害の易刺激性などと鑑別する必要がある。
また併発しやすい疾患には、抑うつや薬物乱用がある

## 管理
治療法には、ペアレント・トレーニング、個人精神療法、家族療法、認知行動療法、ソーシャルスキルトレーニングなどがある。
有効とされる支援方法は、対象者の年代によって下記のようになる。
- 幼児期から学童期前半

保護者を対象とした個別形式または集団形式の行動療法（ペアレント・トレーニング）が、最も確立された支援方法である。加えて、保護者の感情コントロールや認知変容を促進する認知行動療法も有効である。
また、子ども自身の対処スキル向上を目指す認知行動療法を主として、セッションへの保護者の同席や、教師向けの行動療法（ティーチャートレーニング）を併用する方法の有効性も示されている。
非指示的で温かく安全な環境を提供することで子どもの感情表出を促す遊戯療法も、効果的である。
- 学童期後半から青年期

幼児期・学童期前半と異なり、ペアレント・トレーニングは効果が確立された治療法に含まれない。保護者の感情調節や認知変容を促進する認知行動療法が、最も確立された支援方法である。
また、幼児期・学童期前半と同様に、子ども向けの認知行動療法、ティーチャートレーニング、遊戯療法も有効となる。

### 過度の従順を強制することへの批判
アメリカでは児童に少しでも問題行動があったり、癇癪持ちだったりすると注意欠陥・多動性障害や行為障害などの精神疾患と診断され、リタリンによる薬物治療が継続して行われること（「薬漬け」と形容される）が問題になっている。ナラティヴ・アプローチの普及を目指す医療ソーシャルワーカーのデイヴィッド゠ナイランドは、安易に児童を精神疾患と診断することで、周囲が色眼鏡でその児童を見るようになり、児童自身も自己暗示でその精神疾患の特徴とされる行動規則から逃れられなくなり、自己肯定感も下がることを批判している。それらの治療では反抗的行動と見なされる行為を抑え込むことがとりわけ強調されるが、ナイランドは一概に従順を求めることでその人物の個性を潰すことになることを憂慮している。ナイランドは、既成の社会の価値観や法律（逃亡奴隷法）に逆らって、黒人奴隷のジムと共に奴隷制を廃止した自由州へ向かうハックルベリー・フィン（『ハックルベリー・フィンの冒険』の主人公）が現代に生きていれば不適切な治療で個性を潰されることになるだろうと述べている。ナイランドによれば、一昔前のアメリカ社会では児童がそれらの問題行動を起こしても、いたって「普通」だと見なされていたという。ナイランドの考えは医学博士ジーン゠コムズも賛成している。

## 原因
原因は現在のところ分かっていない。

## 疫学
ODDの生涯有病率は10.2%（男性11.2%、女性9.2%）と推定されている。